# Nászta Katalin
Nászta Katalin (Kolozsvár, 1950. április 18. –) erdélyi magyar költő, író, színművész, előadóművész.

## Életútja
Kolozsváron született Nászta István és Nászta (Fischer) Rózália gyermekeként. Egy húga van, Nászta Annamária, aki két évvel fiatalabb nála (sz.1952).[forrás?] Szülővárosában, a Nicolae Bălcescu Líceum sporttagozatán érettségizett (1969), a marosvásárhelyi Szentgyörgyi István Színművészeti Főiskola elvégzésével (1973) a sepsiszentgyörgyi Állami Magyar Színházban kezdte színészi pályafutását. 1976-ban férjhez ment Kurta Árpádhoz, akitől két fia született, Kurta Áron Endre és Kurta Mátyás Levente.[forrás?]
A színházban elsősorban vígjátéki és karakterszerepekben foglalkoztatták. Kiemelkedő alakításait Ion Luca Caragiale színműveinek női főszerepei jelentették számára Az elveszett levél, a Zűrzavaros éjszaka és a Farsang című darabokban. Emlékezetes Puck megformálása Shakespeare, Szentivánéji álom-jából, önálló estje Kányádi Sándor meséiből, verseiből Gyermekhangra címmel. Ha élni akarunk c. önálló műsorában Illyés Gyula, Kányádi Sándor, Pilinszky János költeményeiből adott elő.
Már színinövendék korában feltűnt verseivel, az elsőket Kántor Lajos mutatta be a Korunkban: „Biztatónak érezzük azt az önelégedetlenséget, azt a kereső nyugtalanságot, amely minden sorát áthatja...” (1971). Verseivel szerepelt az Igaz Szó, Ifjúmunkás, Igazság, Vörös Zászló, Megyei Tükör, Brassói Lapok hasábjain; az Echinox aforizmáit közölte. Három verssel van jelen a fiatal írók Varázslataink (Kolozsvár, 1974) című antológiájában. 1989-ben, még a rendszerváltás előtt családjával Magyarországra költözött, a zalaegerszegi Hevesi Sándor Színháznak volt a tagja 1991-ig. Színészekkel, színházi emberekkel készült interjúit a kolozsvári Korunk, majd áttelepülése után a Film-Színház-Muzsika közölte, verseivel a helyi Zalai Hírlapnál jelentkezett. Részt vett a zalaegerszegi írókör munkájában is. 1991-ben visszavonult a színészettől.
2015-ben az Omniscriptum kiadónál Vajúdás címmel megjelent hitéleti vallomásait tartalmazó kötete. 2016-ban magánkiadásban jelentek meg összegyűjtött versei, karcolatai Te tudsz engem, Uram címmel. 2017-ben a Magyar Elektronikus Könyvtárba felkerült az Ének az élőknek című második verseskötete, Cseke Gábor szerkesztésében. Thália erdélyi napszámosai címmel interjúkötete 2018-ban került a sepsiszentgyörgyi Tinta Könyvkiadó gondozásában az olvasóközönség elé. Ezzel egyidőben az Ének az élőknek kötete is, az Underground kiadónál.
Verseit, cikkeit, interjúit folyamatosan közlik az internetes irodalmi portálok, mint a Hetedik, Hetedhéthatár, Káfé-főnix, Lenolaj, Litera-Túra, Porcelánszív, Deák+kert, valamint a zalai Pannon Tükör művészeti folyóirat.

## Kötetei
- Vajúdás – vallomások, Omniscriptum kiadó, Saarbrücken, 2015
- Te tudsz engem, Uram – versek, karcolatok, Underground kiadó, Bp., 2016 Online hozzáférés
- Thália erdélyi napszámosai – interjúk erdélyi magyar színművészekkel; Tinta, Árkos, 2017
- Ének az élőknek – versek, MEK, 2018, Underground kiadó, Bp., 2018 Online hozzáférés
- Felvágott szívvel. Versek; Pannon Írók Társasága, Zalaegerszeg, 2020 (Pannon tükör könyvek)
- Melléd kitalálva. Versdráma; Pannon Írók Társasága, Zalaegerszeg, 2022 (Pannon tükör könyvek)